# Llista de topònims d'Òpol i Perellós
Llista de topònims (noms propis de lloc) d'Òpol i Perellós (Rosselló).
Informació actualitzada per un bot. Els canvis manuals es perdran quan s'actualitzi!

## capella
| imatge | Nom                                         | Ubicat a        | instància de | Detalls                                                | coordenades                                                                         | Protecció | Commons (més fotos)                   | Dades a WD                    |
| ------ | ------------------------------------------- | --------------- | ------------ | ------------------------------------------------------ | ----------------------------------------------------------------------------------- | --------- | ------------------------------------- | ----------------------------- |
|        | Mare de Déu de la Victòria d'Òpol           | Òpol i Perellós | capella      |                                                        | 42° 52′ 06″ N, 2° 51′ 43″ E / 42.868208333333°N,2.8618972222222°E 154.6 msnm        |           |                                       | Modifica les dades a Wikidata |
|        | Mare de Déu dels Morts del Cementiri d'Òpol | Òpol i Perellós | capella      |                                                        | 42° 52′ 02″ N, 2° 52′ 30″ E / 42.867225°N,2.8750194444444°E 157.6 msnm              |           |                                       | Modifica les dades a Wikidata |
|        | Sant Josep de Valloriola                    | Òpol i Perellós | capella      |                                                        | 42° 52′ 40″ N, 2° 49′ 47″ E / 42.87765°N,2.8298333333333°E 222.6 msnm               |           |                                       | Modifica les dades a Wikidata |
|        | Sant Llorenç del Castell d'Òpol             | Òpol i Perellós | capella      | Estil: arquitectura romànica Dedicat a: Llorenç màrtir | 42° 52′ 35″ N, 2° 51′ 43″ E / 42.876419444444°N,2.8618138888889°E 397.1 msnm        |           | Ancienne église Saint-Laurent d'Opoul | Modifica les dades a Wikidata |
|        | Santa Bàrbara de Perellós                   | Òpol i Perellós | capella      |                                                        | 42° 54′ 01″ N, 2° 51′ 03″ E / 42.900322222222°N,2.8509194444444°E Perellós 327 msnm |           | Chapelle Sainte-Barbara de Périllos   | Modifica les dades a Wikidata |

## castell
| imatge | Nom                 | Ubicat a                 | instància de | Detalls       | coordenades                                                                                | Protecció                                                                                     | Commons (més fotos)      | Dades a WD                    |
| ------ | ------------------- | ------------------------ | ------------ | ------------- | ------------------------------------------------------------------------------------------ | --------------------------------------------------------------------------------------------- | ------------------------ | ----------------------------- |
|        | Castell d'Òpol      | Òpol i Perellós          | castell      | Estat: ruïnós | 42° 52′ 35″ N, 2° 51′ 39″ E / 42.876492°N,2.860822°E 395.6 msnm                            | monument seleccionat per la missió d'identificació del patrimoni immobiliari en perill (2022) | Château de La Salveterra | Modifica les dades a Wikidata |
|        | Castell de Perellós | Òpol i Perellós Perellós | castell      |               | 42° 53′ 50″ N, 2° 50′ 47″ E / 42.89716388888889°N,2.8463666666666665°E Perellós 398.8 msnm |                                                                                               |                          | Modifica les dades a Wikidata |

## cementiri
| imatge | Nom                          | Ubicat a        | instància de | Detalls | coordenades                                      | Protecció | Commons (més fotos) | Dades a WD                    |
| ------ | ---------------------------- | --------------- | ------------ | ------- | ------------------------------------------------ | --------- | ------------------- | ----------------------------- |
|        | cementiri de Perellós        | Òpol i Perellós | cementiri    |         | 42° 53′ 50″ N, 2° 50′ 48″ E / 42.8972°N,2.8467°E |           |                     | Modifica les dades a Wikidata |
|        | cementiri de Òpol i Perellós | Òpol i Perellós | cementiri    |         | 42° 52′ 02″ N, 2° 52′ 29″ E / 42.8673°N,2.8747°E |           |                     | Modifica les dades a Wikidata |

## església parroquial catòlica
| imatge | Nom                     | Ubicat a        | instància de                              | Detalls                                                      | coordenades                                                                                  | Protecció | Commons (més fotos)             | Dades a WD                    |
| ------ | ----------------------- | --------------- | ----------------------------------------- | ------------------------------------------------------------ | -------------------------------------------------------------------------------------------- | --------- | ------------------------------- | ----------------------------- |
|        | Sant Llorenç d'Òpol     | Òpol i Perellós | església parroquial catòlica              |                                                              | 42° 52′ 13″ N, 2° 52′ 23″ E / 42.870266666667°N,2.8729638888889°E 171.7 msnm                 |           | Église Saint-Laurent d'Opoul    | Modifica les dades a Wikidata |
|        | Sant Miquel de Perellós | Òpol i Perellós | església parroquial catòlica Ús: església | Estil: arquitectura romànica Dedicat a: Sant Miquel Arcàngel | 42° 53′ 49″ N, 2° 50′ 48″ E / 42.896963888889°N,2.8466027777778°E Òpol i Perellós 393.8 msnm |           | Église Saint-Michel de Périllos | Modifica les dades a Wikidata |

## muntanya
| imatge | Nom                  | Ubicat a                                   | instància de | Detalls | coordenades                                                            | Protecció | Commons (més fotos)  | Dades a WD                    |
| ------ | -------------------- | ------------------------------------------ | ------------ | ------- | ---------------------------------------------------------------------- | --------- | -------------------- | ----------------------------- |
|        | Montoliu de Perellós | Òpol i Perellós Fulhan Embres e Castelmaur | muntanya     |         | 42° 55′ 07″ N, 2° 51′ 55″ E / 42.9185248623°N,2.86518569768°E 707 msnm |           | Montoliu de Perellós | Modifica les dades a Wikidata |
|        | Montpeirós           | Òpol i Perellós Salses Vingrau             | muntanya     |         | 42° 50′ 10″ N, 2° 54′ 09″ E / 42.836119°N,2.902386°E 354 msnm          |           |                      | Modifica les dades a Wikidata |

## port de muntanya
| imatge | Nom               | Ubicat a               | instància de     | Detalls | coordenades                                                                       | Protecció | Commons (més fotos) | Dades a WD                    |
| ------ | ----------------- | ---------------------- | ---------------- | ------- | --------------------------------------------------------------------------------- | --------- | ------------------- | ----------------------------- |
|        | Coll de la Marga  | Salses Òpol i Perellós | port de muntanya |         | 42° 53′ 06″ N, 2° 55′ 03″ E / 42.884997°N,2.917481°E 241.5 msnm                   |           |                     | Modifica les dades a Wikidata |
|        | Coll de la Sabina | Òpol i Perellós        | port de muntanya |         | 42° 52′ 58″ N, 2° 52′ 04″ E / 42.88274166666667°N,2.8678666666666666°E 373.2 msnm |           |                     | Modifica les dades a Wikidata |

## Misc
| imatge | Nom                                  | Ubicat a                | instància de                          | Detalls                                                                                    | coordenades | Protecció | Commons (més fotos) | Dades a WD                    |
| ------ | ------------------------------------ | ----------------------- | ------------------------------------- | ------------------------------------------------------------------------------------------ | --- | --------- | ------------------- | ----------------------------- |
|        | Serra de Vingrau                     | Òpol i Perellós Vingrau | serralada                             | Llarg: 3km                                                                                 | 42° 52′ 25″ N, 2° 47′ 39″ E / 42.873605°N,2.794132°E |           |                     | Modifica les dades a Wikidata |
|        | Valloriola                           | Òpol i Perellós         | poble                                 |                                                                                            | 42° 52′ 39″ N, 2° 49′ 48″ E / 42.87748333333333°N,2.8299833333333333°E 220.7 msnm                                                                            |           |                     | Modifica les dades a Wikidata |
|        | Vila Reial de Salvaterra             | Òpol i Perellós         | jaciment arqueològic                  | Estil: arquitectura romànica                                                               | 42° 52′ 39″ N, 2° 51′ 40″ E / 42.87755277777778°N,2.860977777777778°E 396.6 msnm                                                                             |           |                     | Modifica les dades a Wikidata |
|        | bosc d'Òpol                          | Òpol i Perellós         | bosc comunal                          |                                                                                            | 42° 52′ 49″ N, 2° 51′ 45″ E / 42.880277777778°N,2.8625°E |           |                     | Modifica les dades a Wikidata |
|        | casa de la vila d'Òpol i Perellós    | Òpol i Perellós         | instal·lació Ús: seu del govern local |                                                                                            | 42° 52′ 06″ N, 2° 52′ 22″ E / 42.8682303357963°N,2.87289507051205°E fr:66600 OPOUL-PERILLOS                                                                  |           |                     | Modifica les dades a Wikidata |
|        | radar meteorològic d'Òpol i Perellós | Òpol i Perellós         | radar meteorològic                    |                                                                                            | 42° 55′ 06″ N, 2° 51′ 54″ E / 42.9183819°N,2.8650026°E |           |                     | Modifica les dades a Wikidata |
|        | riu Ròbol                            | Rosselló                | curs d'aigua                          | Travessa: Espirà de l'Aglí Salses Ribesaltes Òpol i Perellós Desemboca: Aglí Llarg: 18.8km | 42° 47′ 07″ N, 2° 51′ 45″ E / 42.785157°N,2.862486°E 42° 51′ 58″ N, 2° 50′ 23″ E / 42.86601°N,2.83973°E 42° 46′ 28″ N, 2° 52′ 01″ E / 42.774535°N,2.867024°E |           |                     | Modifica les dades a Wikidata |